# Artist

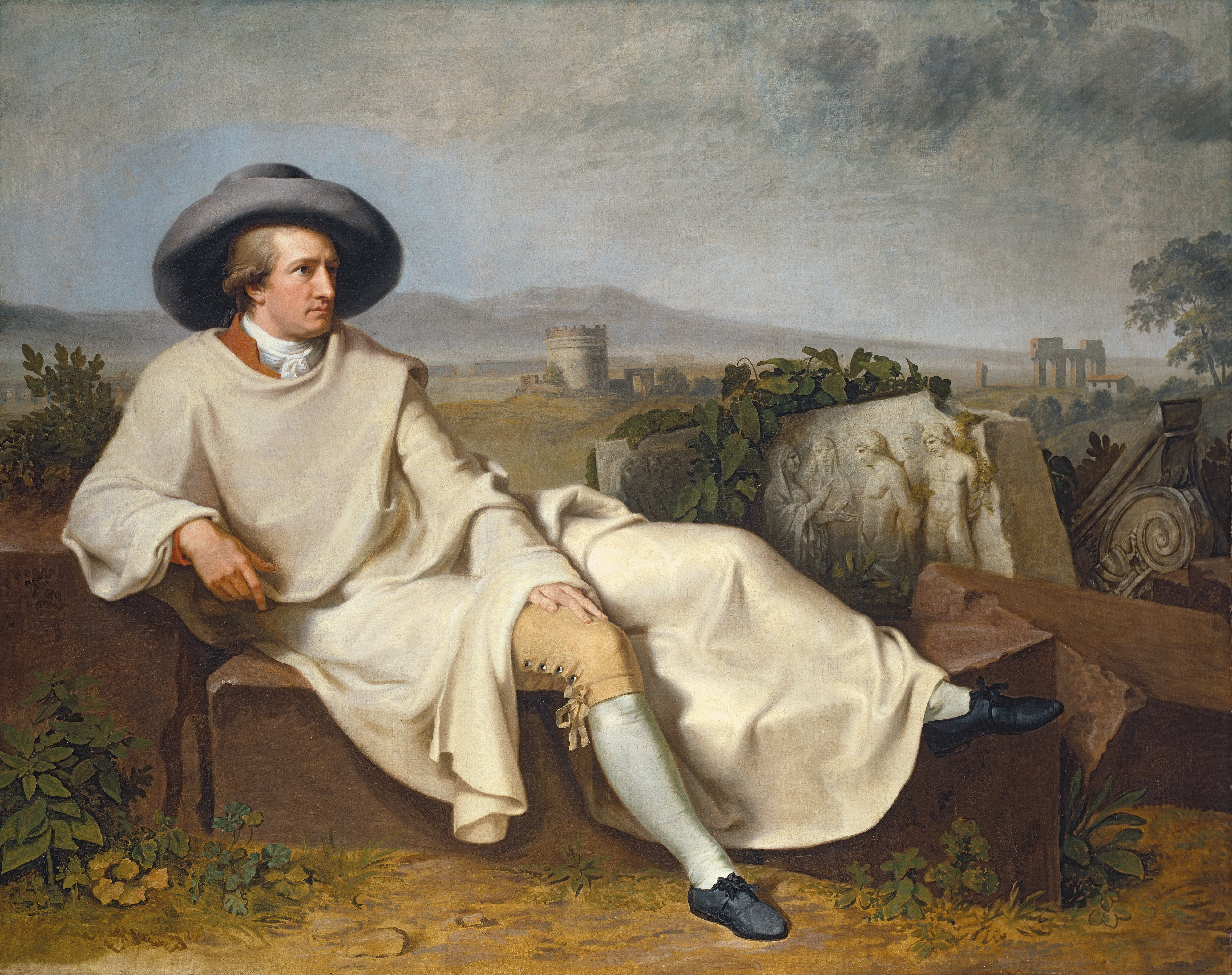
Johann Wolfgang von Goethe, artist german cunoscut drept poet, prozator, filosof, pictor și om de știință.

Prin cuvântul artist în general este indicată o persoană a cărei activitate se exprimă în câmpul artei.
În sens mai larg, artistul este o persoană care exprimă personalitatea sa printr-un mijloc care poate fi o artă figurativă sau performativă. Cuvântul este folosit și ca sinonim al lui creativ.
În sens strict, artist este definit creatorul de opere dotate de valoare estetică în ambientele așa-zise ale culturi înalte, cum sunt: desenul, pictura, actoria, sculptura, perorația, dansul, literatura, regia, fotografia, și muzica.
Artistul este considerat ca fiind o persoană care își folosește talentul pentru a se exprima în domeniul în care excelează.

## În timpul vieții
În timpul vieții un artist își concentrează talentul pentru a dezvălui capodopere ale artei în care dorește să progreseze.
Desigur, la început este necunoscut, dar dacă talentul său se manifestă devreme, el poate deveni un artist apreciat, atingând apogeul și arătându-și întreg potențialul.
Dupa apogeu e posibil ca artistul să intre într-o perioadă de declin în care nu mai este apreciat, nu i se mai recunosc meritele și nu i se mai acordă atenție.

## După moarte
După moartea artistului toate capodoperele sale sunt redescoperite, cu precădere cele care au avut cei mai mulți susținători în rândul publicului.